# Alleanza Popolare Rivoluzionaria Americana
L'Alleanza Popolare Rivoluzionaria Americana (Alianza Popular Revolucionaria Americana, APRA) è un partito politico di centro-sinistra del Perù, fondato nel 1924.
Il partito è noto anche con l'acronimo APRA, da cui deriva il nome Partido Aprista Peruano ("Partito Aprista Peruviano", PAP).

## Storia
Il partito fu fondato nel 1924 a Città del Messico da Víctor Raúl Haya de la Torre.
L'unico membro del partito ad avere raggiunto la presidenza del paese è stato Alan García Pérez nel 1985 e nel 2006. Alle ultime elezioni per il rinnovamento del Congresso peruviano ha ottenuto solo 5 seggi.
Nel 1992 s'oppose all'autogolpe di Fujimori.